# CAD
CAD ili oblikovanje s pomoću računala (akronim od engl. Computer Aided Design) je primjena računala za dizajniranje (oblikovanje), projektiranje, konstruiranje, prikaz (vizualizaciju) budućega tehničkog predmeta, izradu dokumentacije za proizvodnju, planiranje proizvodnje, proračun utroška materijala i drugoga.  CAD je kadšto i sam primjenski računalni program iste namjene (CAD program). Unatoč različitostima takvih programa uvjetovanih područjem primjene (na primjer arhitektura, građevinarstvo, brodogradnja, strojogradnja, zrakoplovstvo, elektrotehnika), u osnovi im je zajedničko trodimenzijsko modeliranje predmeta uz pomoć prostorno određenih dužina, krivulja, ravnina, ploha. Zbog snažnog korištenja računalnih izvora takvih grafički orijentiranih programa, nekoć se rad na njima odvijao uz pomoć posebno snažnih i za tu namjenu prilagođenih računala (takozvane grafičke radne stanice) te računalnih periferija (skup uređaja koji zajedno s računalom čine računalni sustav, a nisu ugrađeni u samo računalo već su mu izravno priključeni kabelom ili bežičnom vezom) koje su obuhvaćale osobito velike zaslone, crtala, skenere i posebne uređaje za unos podataka. Danas tim zahtjevima većim dijelom udovoljavaju i osobna računala. 
Uključivanjem CNC numerički vođenih alatnih strojeva, ujedinjuje se projektiranje i proizvodnja proizvoda u jedinstvenu koncepciju CAD/CAM (engl. Computer Aided Design/Computer Aided Manufacture). Danas je CAD gotovo u potpunosti istisnuo tradicionalne tehnike tehničkog crtanja (tehnički nacrt), te iz korijena promijenio svakodnevan inženjerski projektantski rad.

## Upotreba CAD programa
U današnjem svijetu znanje CAD programa je neophodno za sve grane tehničke struke pošto se programi koriste u svim tehničkim granama, a ponajviše u elektrotehnici i strojarstvu.

### Mehaničko oblikovanje
CAD programi za mehaničko oblikovanje (dizajn) koriste vektorsku grafiku i pokazuju predmete u tradicionalnom nacrtu, a također može generirati i rastersku grafiku koja prikazuje izgled predmeta.

### Elektrotehničko oblikovanje
Elektrotehničko oblikovanje je proces planiranja i izrade električne opreme, kao što su električne komponente, sheme, rasvjetna oprema, elektroenergetski sustavi i telekomunikacijska infrastruktura. CAD programi za elektrotehnički dizaj rješavaju specifične tijekove rada dizajnera električnih sustava.

## Povijest
Sredinom 1970-ih računala su postajala sve jača što je omogućilo više funkcija i mogućnosti za rad na njima. Tvrtke koje su u to vrijeme bile ograničene na crtače počele su ulagati u razvijanje CAD programa kako bi se smanjili troškovi i ubrzao proces izrade. Tijekom vremena CAD se proširio na cijeli svijet pa su i ostale tvrtke počele ulagati u svoje CAD programe koji su postajali sve brži, jednostavniji za korištenje i dostupniji.

## Mogućnosti dizajniranja uz CAD
Današnji CAD programi dolaze u paketima s mnogo programa spojenih u jedno Grafičko korisničko sučelje s mogućnostima kao nikada prije. Ako posjeduje dovoljno znanja, korisnik može dizajnirati bilo kakav predmet u 2D ili 3D obliku, proučiti kako će se taj element ponašati u različitim okruženjima, naći dodatne CAD modele u internetskim bazama i napraviti tehničku dokumentaciju za taj predmet. 

### CAD programi
CAD programi se dijele na više vrsta, a najčešće se koriste programi za 3D modeliranje(eng. 3D modeling) i 3D računalne grafike (eng. 3D rendering). Također se dijele na open source i closed source programe. Open source su programi koji su besplatni i dostupni svima, a closed source su profesionalni programi koje razvijaju tvrtke za svoje potrebe i prodaju.

#### Popularniopen sourceCAD programi
Sljedeći programi su pogodni za početnike koji tek počinju s 3D modeliranjem:
- Google SketchUp
- FreeCAD
- Autodesk 123D
- Blender

#### Popularniclosed sourceCAD programi
Closed source programi su vrlo skup i ako se kupuju individualno. Ovi programi su također "teži" od open source programa, to jest imaju složenije grafičko sučelje na koje se treba naviknuti, ali zato imaju puno više mogućnosti od open source programa.
- AutoCAD
- Autodesk
- CATIA
- SolidWorks
- GstarCad
- Progecad